# Tan Giudicelli
Pour les articles homonymes, voir Giudicelli.
Tan Giudicelli, né le 12 novembre 1934 à Hanoï (Indochine française) et mort le 16 avril 2024, est un styliste, bijoutier et parfumeur français. 

## Biographie
Né d'un père d'origine corse et d'une mère vietnamienne, Tan Giudicelli arrive à Paris et devient en 1956 apprenti de Christian Dior. En 1962, après un bref passage auprès de Jules-François Crahay chez Nina Ricci, il entre chez Chloé en tant que styliste. Il y reste deux années, et croise Karl Lagerfeld. En 1964, il est contacté par Gunter Sachs et son ex beau-frère Michel Faure, pour relancer la marque Mic Mac, une collection de prêt-à-porter, un temps associée à Brigitte Bardot, comme égérie. 
En 1974, il quitte Mic Mac pour lancer sa propre marque, Tan Giudicelli Couture, qui sera suivie en 1975 par T13, une ligne de prêt-à-porter. Il développe une gamme d'accessoires (bijoux et parfums). Il est durant cette période costumier pour le cinéma, entre autres pour Histoire d'O de Just Jaeckin.
En 1988, il met un terme à sa maison et rejoint la maison Hermès où il reste jusqu’en 2012.
En juin-juillet 2018, une exposition lui rend hommage à la Galerie du Passage (Paris).
Au printemps 2025, certains de ses modèles sont exposés à Paris au musée des Arts décoratifs dans le cadre de l'exposition Rococo & co..